# Joseph Moroni
Joseph Carlo Moroni (Neuilly-Plaisance, 10 de enero de 1938-Brem-sur-Mer, 2 de julio de 2020) fue un deportista francés que compitió en remo. Ganó una medalla de bronce en el Campeonato Mundial de Remo de 1962 y una medalla de bronce en el Campeonato Europeo de Remo de 1961.

## Palmarés internacional
| Campeonato Mundial | Campeonato Mundial     | Campeonato Mundial | Campeonato Mundial |
| Año                | Lugar                  | Medalla            | Prueba             |
| ------------------ | ---------------------- | ------------------ | ------------------ |
| 1962               | Lucerna (Suiza)        | Medalla de bronce  | Ocho con timonel   |
| Campeonato Europeo |                        |                    |                    |
| Año                | Lugar                  | Medalla            | Prueba             |
| 1961               | Praga (Checoslovaquia) | Medalla de bronce  | Ocho con timonel   |